# هالشتنبک
هالشتنبک (به آلمانی: Halstenbek) یک شهر در آلمان است که در Pinneberg واقع شده‌است. هالشتنبک ۱۶٬۴۰۶ نفر جمعیت دارد.